# Isole Cayman ai Giochi della XXXI Olimpiade
Le Isole Cayman hanno partecipato ai Giochi della XXXI Olimpiade, che si sono svolti a Rio de Janeiro, Brasile, dal 5 al 21 agosto 2016, con una delegazione di cinque atleti impegnati in tre discipline: atletica leggera, nuoto e vela. Portabandiera alla cerimonia di apertura è stato l'ostacolista Ronald Forbes, alla sua terza Olimpiade.
Si è trattato della decima partecipazione di questo paese ai Giochi estivi. Così come nelle precedenti edizioni, non sono state conquistate medaglie.

## Risultati

### Nuoto
| Atleta          | Evento       | Batterie | Batterie   | Semifinali      | Semifinali      | Finale          | Finale          |
| Atleta          | Evento       | Tempo    | Classifica | Tempo           | Classifica      | Tempo           | Classifica      |
| --------------- | ------------ | -------- | ---------- | --------------- | --------------- | --------------- | --------------- |
| Geoffrey Butler | 400 m libero | 4:07"87  | 48ª        | N.D.            | N.D.            | non qualificato | non qualificato |
| Lara Butler     | 100 m dorso  | 1:04"98  | 29ª        | non qualificata | non qualificata | non qualificata | non qualificata |